# Aasivissuit – Nipisat
„Aasivissuit – Nipisat, inuitské lovecké území mezi ledem a mořem“ je název lokality světového kulturního dědictví UNESCO nacházející se na východní části Grónska, v regionu Qeqqata, za polárním kruhem. Její rozloha je 4 178 km² a má protáhlý tvar dlouhý 235 km a široký 20 km táhnoucí se ve směru od západu (otevřené moře a fjord Ikertooq) k východu (Grónský ledovec). Území je výjimečné mimo jiné pro svá archeologická naleziště dokumentující lidskou přítomnost již po 4500 let.

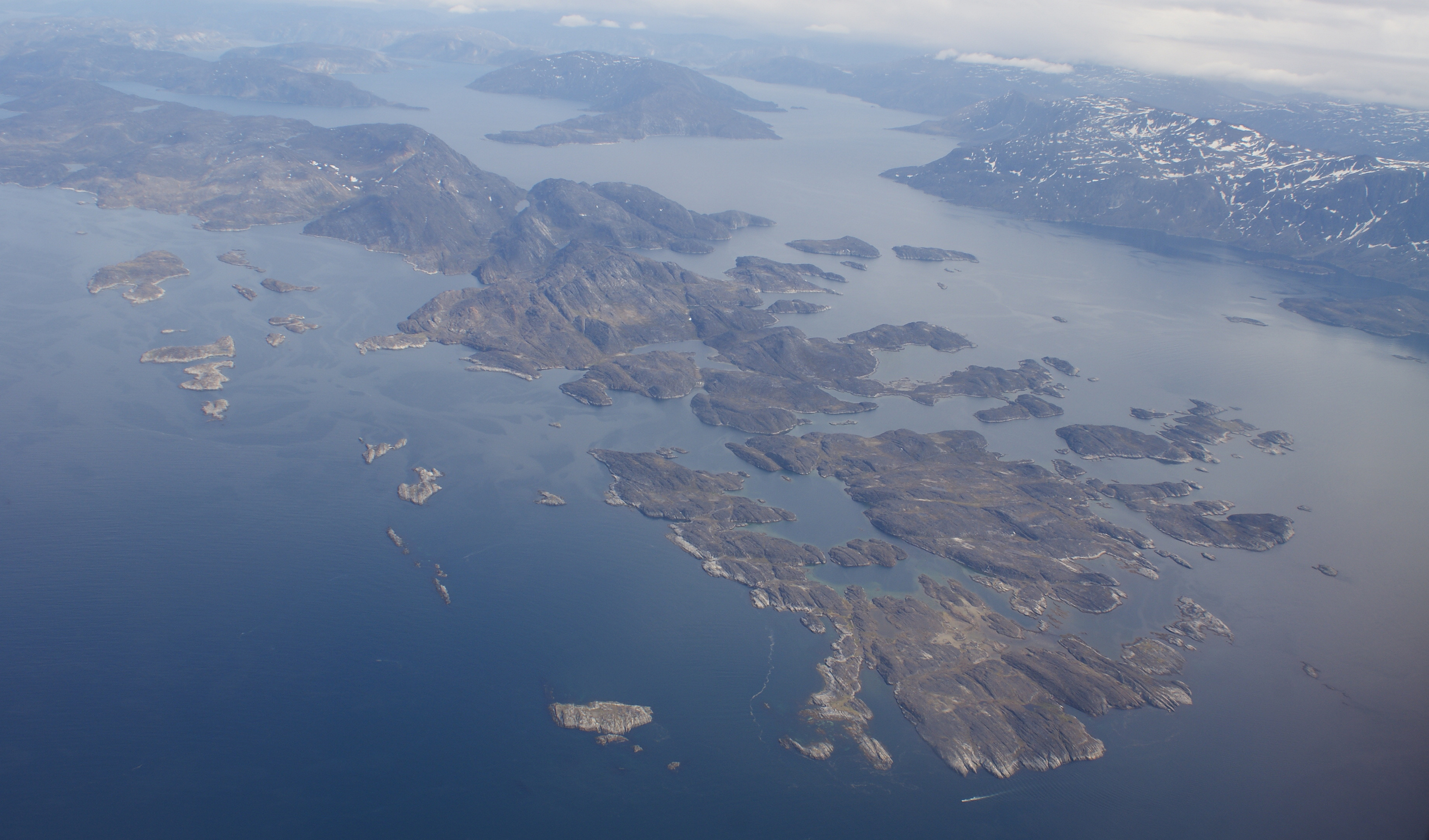
ústí fjordu Ikertooq

Jedná se o kulturní krajinu, ve které se zachovaly pozůstatky a artefakty spojené s lovem jak suchozemských, tak mořských zvířat, sezónní migrací lidí a bohatém a dobře zachovaném hmotném i nehmotném kulturním dědictvím závislém na klimatických podmínkách, ale i navigaci a medicíně. Dochovaly se zde pozůstatky velkým domů obývaných přes zimní období a důkazy o lovu soba polárního, stejně jako archeologická naleziště z období Saqqacké kultury. Kulturní krajina zahrnuje sedm klíčových archeologických nalezišť (Aasivissuit, Itinnerup tupersuai, Saqqarliit, Sarfannguit, Arajutsisut, Innap nuua, Nipisat). Celé území vydává svědectví o odolnosti lidských kultur v regionu a jejich tradicích sezónní migrace.